# Крн (гора)
Крн (швед. Krn; итал. Monte Nero) — гора на юго-западе Юлийских Альп, на северо-западе Словении. Расположена в примерно 50 километрах от Адриатического моря. К западу от вершины горы течёт река Соча, река Лепеница — к северо-востоку, а река Толминка — к юго-западу.
На южном склоне, расположены небольшие деревни Врсно, Крн, Дрежница, Дрежнишке Равне и Магозд. На северной стороне находится озеро Крн, самое большое ледниковое озеро в Словении.
Во время Первой мировой войны в районе горы, происходила Битвы при Изонцо, в ходе которой, 16 июня 1915 года, 3-й альпийский полк захватил гору Крн.
Среди флоры в восточной части хребта горы, встречается растения вида Вудсия — Woodsia puchella.

## Галерея
- Вид горы с вершины Матаджур
- Вид с горы Коловрат